# یوسف رزوقه
یوسف رزوقه (به فرانسوی: Youssef Rzouga) شاعر به زبان فرانسوی، قرن بیستم میلادی اهل تونس است.